# Oskar von Diebitsch
Oskar Karl Ernst von Diebitsch (* 18. Juli 1823 in Celle; † 18. Mai 1906 in Kunzendorf, Landkreis Sprottau) war ein preußischer Generalmajor sowie Herr auf Ober- und Niederkunzendorf.

## Leben

### Herkunft
Oskar war ein Sohn des hannoverischen Generalmajors Friedrich von Diebitsch (1790–1872) und dessen Ehefrau Cäcilie, geborene Jokisch-Scheuereck (1801–1873).

### Militärkarriere
Nach dem Besuch des Gymnasiums in Celle und des Berliner Kadettenhauses wurde Diebitsch am 9. August 1840 als Portepeefähnrich dem 12. Husaren-Regiment der Preußischen Armee überwiesen. Anfang März 1844 erfolgte mit dem Charakter als Sekondeleutnant seine Versetzung in das 8. Kürassier-Regiment. Mitte Dezember 1844 wurde er überzähliger Sekondeleutnant mit Patent vom 2. März 1844. Als solcher war er von Ende September 1845 bis Mitte September 1850 im 5. Kürassier-Regiment und anschließend im 6. Kürassier-Regiment (Kaiser von Rußland) tätig. Im Oktober/November 1850 sowie von Oktober 1851 bis Juli 1853 war Diebitsch zur Ausbildung an die Tierarzneischule kommandiert. Er stieg Anfang August 1855 zum Premierleutnant auf, war 1858/60 als Eskadronführer beim 6. schweren Landwehr-Reiter-Regiment kommandiert und avancierte Mitte April 1859 zum Rittmeister. Am 1. Juli 1860 erfolgte seine Ernennung zum Chef der 2. Eskadron in Brandenburg an der Havel, die er 1864 im Krieg gegen Dänemark führte.
Ausgezeichnet mit dem Roten Adlerorden IV. Klasse wurde Diebitsch am 17. November 1866 unter Stellung à la suite seines Regiments zum Vorstand Militär-Roßarzt-Schule ernannt und in dieser Stellung Ende September 1867 zum Major befördert.
Für die Dauer der Mobilmachung anlässlich des Krieges gegen Frankreich war Diebitsch ab dem 18. Juli 1870 etatsmäßiger Stabsoffizier im 4. Reserve-Ulanen-Regiment und nahm an den Belagerungen von Metz und Soissons teil. Von 22. Dezember 1870 bis zum 23. März 1871 fungierte er als Präses der Evakuierungskommission in Epernay. Ausgezeichnet mit dem Eisernen Kreuz II. Klasse kehrte Diebitsch Ende März 1871 in seine Friedensstellung an die Militär-Roßarzt-Schule zurück. Nach seiner Beförderung zum Oberstleutnant erfolgte am 12. April 1873 die Ernennung zum Inspekteur des Militär-Veterinärwesens. Am 18. Januar 1875 stieg er zum Oberst und wurde am 2. November 1880 unter Verleihung des Charakters als Generalmajor und mit Pension zur Disposition gestellt. Aus Anlass seines 80. Geburtstages würdigte ihn Kaiser Wilhelm II. am 18. Juli 1903 mit dem Kronen-Orden II. Klasse.
Er starb am 18. Mai 1906 als Rechtsritter des Johanniterordens in Kunzendorf und wurde vier Tage später beigesetzt.

### Familie
Diebitsch heiratete am 18. Mai 1863 in Kunzendorf Dorothea Gräfin zu Dohna-Schlodien (1837–1897). Aus der Ehe ging der Sohn Hans (1865–1945) hervor, der sich 1898 mit Clementine zu Dohna-Mallmitz (1873–1936) verheiratete.